# Équipe du Cameroun de football à la Coupe d'Afrique des nations 2002
L'Équipe du Cameroun de football participe à la Coupe d'Afrique des nations 2002 organisée au Mali du 19 janvier au 10 février 2002. Tenante du titre, elle remporte de nouveau la compétition.

## Qualification
En tant que tenant du titre, le Cameroun est directement qualifié, sans devoir passer par la phase de qualifications.

## Joueurs et encadrement
22 joueurs sont sélectionnés par Winfried Schäfer.
| Numéro / Nom       | Numéro / Nom       | Club                   | Date de naissance | J.              | Buts            | Jaune           | Rouge           |
| Gardiens de but    | Gardiens de but    | Gardiens de but        | Gardiens de but   | Gardiens de but | Gardiens de but | Gardiens de but | Gardiens de but |
| ------------------ | ------------------ | ---------------------- | ----------------- | --------------- | --------------- | --------------- | --------------- |
| 1                  | Alioum Boukar      | Samsunspor             |                   |                 | 0               |                 |                 |
| 16                 | Jacques Songo'o    | FC Metz                | 17/03/1964        |                 | 0               |                 |                 |
| 22                 | Carlos Kameni      | Le Havre AC            |                   |                 | 0               |                 |                 |
| Défenseurs         |                    |                        |                   |                 |                 |                 |                 |
| 2                  | Bill Tchato        | Montpellier HSC        |                   |                 | 0               |                 |                 |
| 3                  | Pierre Womé        | FC Bologne             |                   |                 | 0               |                 |                 |
| 4                  | Rigobert Song      | FC Cologne             |                   |                 | 0               |                 |                 |
| 5                  | Raymond Kalla      | CF Extremadura         |                   |                 | 0               |                 |                 |
| 6                  | Jean Dika Dika     |                        |                   |                 | 0               |                 |                 |
| 12                 | Lauren Étamé Mayer | Arsenal FC             |                   |                 | 0               |                 |                 |
| 13                 | Lucien Mettomo     | Manchester City        |                   |                 | 1               |                 |                 |
| Milieux de terrain |                    |                        |                   |                 |                 |                 |                 |
| 7                  | Joseph N'Do        | Al Khaleej Saihat      |                   |                 | 0               |                 |                 |
| 8                  | Geremi Njitap      | Real Madrid            |                   |                 | 0               |                 |                 |
| 15                 | Nicolas Alnoudji   | Çaykur Rizespor        |                   |                 | 0               |                 |                 |
| 17                 | Marc-Vivien Foé    | Olympique lyonnais     |                   |                 | 1               |                 |                 |
| 19                 | Eric Djemba-Djemba | FC Nantes              |                   |                 | 0               |                 |                 |
| 20                 | Salomon Olembe     | Olympique de Marseille |                   |                 | 3               |                 |                 |
| 21                 | Daniel Ngom Kome   | CD Numencia            |                   |                 | 0               |                 |                 |
| Attaquants         |                    |                        |                   |                 |                 |                 |                 |
| 9                  | Samuel Eto'o       | RCD Majorque           |                   |                 | 1               |                 |                 |
| 10                 | Patrick M'Boma     | Sunderland AFC         |                   |                 | 3               |                 |                 |
| 11                 | Pius N'Diefi       | CS Sedan               |                   |                 | 0               |                 |                 |
| 14                 | Joël Epalle        | Panachaiki             |                   |                 | 0               |                 |                 |
| 18                 | Patrick Suffo      | CD Numencia            |                   |                 | 0               |                 |                 |
|                    | Winfried Schäfer   |                        | 10/01/1950        |                 |                 |                 |                 |

## Compétition

### 1ertour
La Cameroun est placé dans le groupe C. Il remporte tous ses matchs du premier tour.
| 20 janvier 2002 | Cameroun   | 1 – 0 | RD Congo | Stade Babemba Traoré, Sikasso                 |                                               |
| 17:30           | M'Boma 40e |       |          | Spectateurs : 15 000 Arbitrage : Coffi Codjia | Spectateurs : 15 000 Arbitrage : Coffi Codjia |

| 25 janvier 2002 | Cameroun   | 1 – 0 | Côte d'Ivoire | Stade Babemba Traoré, Sikasso                      |                                                    |
| 17:30           | M'Boma 85e |       |               | Spectateurs : 15 000 Arbitrage : Gamal Al-Ghandour | Spectateurs : 15 000 Arbitrage : Gamal Al-Ghandour |

| 29 janvier 2002 | Cameroun                             | 3 – 0 | Togo | Stade Babemba Traoré, Sikasso                    |                                                  |
| 16:00           | Mettomo 52e · Eto'o 80e · Olembe 89e |       |      | Spectateurs : 6 000 Arbitrage : Petros Mathabela | Spectateurs : 6 000 Arbitrage : Petros Mathabela |

| Place | Club          | Pts | J | V | N | D | Buts + | Buts - | Diff. |
| 1er   | Cameroun      | 9   | 3 | 3 | 0 | 0 | 5      | 0      | +5    |
| 2e    | RD Congo      | 4   | 3 | 1 | 1 | 1 | 3      | 2      | +1    |
| 3e    | Togo          | 2   | 3 | 0 | 2 | 1 | 0      | 3      | -3    |
| 4e    | Côte d'Ivoire | 1   | 3 | 0 | 1 | 2 | 1      | 4      | -3    |

### Quart de finale
| 4 février 2002 | Cameroun   | 1 – 0 | Égypte | Stade Babemba Traoré, Sikasso                 |                                               |
| 16:00          | M'Boma 62e |       |        | Spectateurs : 15 000 Arbitrage : Mourad Daami | Spectateurs : 15 000 Arbitrage : Mourad Daami |

### Demi-finale
| 7 février 2002 | Mali | 0 – 3 | Cameroun                   | Stade du 26 Mars, Bamako                       |                                                |
| 19:00          |      |       | 39e 45+1e Olembe · 84e Foé | Spectateurs : 50 000 Arbitrage : Lim Kee Chong | Spectateurs : 50 000 Arbitrage : Lim Kee Chong |

### Finale
| 13 février 2002 | Sénégal                              | 0 – 0 ap          | Cameroun                              | Stade du 26 Mars, Bamako                           |                                                    |
| 15:00           |                                      |                   |                                       | Spectateurs : 50 000 Arbitrage : Gamal Al-Ghandour | Spectateurs : 50 000 Arbitrage : Gamal Al-Ghandour |
| 15:00           | Coly · Fadiga · Faye · Diouf · Cisse | Tirs au but 2 – 3 | Wome · Suffo · Lauren · Geremi · Song | Spectateurs : 50 000 Arbitrage : Gamal Al-Ghandour | Spectateurs : 50 000 Arbitrage : Gamal Al-Ghandour |